# Astrid Krebsbach
Astrid Melanie Beatrix Maria Krebsbach – später Astrid Hobohm-Krebsbach, Astrid Hobohm, danach Astrid Horn (* 9. Februar 1913 in Wien; † 17. September 1995 in Quedlinburg) war eine der erfolgreichsten deutschen Tischtennisspielerinnen. Außerdem hatte sie in Sachsen-Anhalt noch Erfolge im Tennis.

## Leben
Astrid Krebsbach wurde 1913 in Wien geboren. Ihre Mutter Maria Johanna geb. Weitzenauer war Österreicherin, aber da ihr Vater Otto Krebsbach „Reichsdeutscher“ war, hatte Astrid die deutsche Staatsangehörigkeit. Astrid bekam noch drei jüngere Schwestern, Eva Maria Elisabeth Johanna (* 1916), Senta Maria Margarete Anna (* 1917) und Vera Martina (* 1924).
Astrid besuchte zunächst eine Schule in Bitterfeld und nach einem Umzug 1925 nach Wittenberg das Melanchthongymnasium. Danach ließ sie sich auf einer höheren Handelsschule zur Auslandskorrespondentin ausbilden.
Krebsbachs Familie war sportlich aktiv, beide Eltern spielten Tennis, ihr Vater zusätzlich noch Tischtennis. Beide Sportarten wurden gepflegt, im Sommer spielte man damals oft Tennis, im Winter (mangels Tennishallen) dagegen Tischtennis.
Schon sehr früh errang Krebsbach große sportliche Erfolge speziell im Tischtennis, angefangen bei Städte-Meisterschaften über Landes- und Deutsche Meisterschaften bis zu Weltmeisterschaften. Sie war Linkshänderin und besaß einen starken Rückhandangriff.
Auch die Schwestern Eva und Senta spielten sehr erfolgreich Tischtennis, wenn auch nicht international. So gewannen sie 1936/37 mit BSG Osram Berlin die deutsche Mannschaftsmeisterschaft der Damen.
Im Mai 1931 zog die Familie nach Berlin um. 1933 bekam sie ihre erste Anstellung bei der Wassermesser-Vertriebs GmbH in Berlin.
Zwischen 1931 und 1953 gewann Krebsbach bei Weltmeisterschaften neun Medaillen, davon zweimal Silber im Einzel. Gleichzeitig wurde sie fünf Mal deutsche Meisterin in Gesamtdeutschland und vier Mal DDR-Meisterin. 1949 holte sie sowohl bei der gesamtdeutschen Meisterschaft als auch bei der 1. DDR-Meisterschaft Titel. 1934 wurde sie mit der deutschen Damenmannschaft Weltmeister.
Sie spielte unter anderem für die Vereine Tennis Borussia Berlin (um 1930), BSG Aufbau Börde Magdeburg, BSG Osram Berlin (zusammen mit ihrer Schwester Eva) und Motor Quedlinburg. Von 1932 bis 1937 belegte sie den ersten Platz in der deutschen Rangliste, 1934 wurde sie in der Weltrangliste auf Platz 1 gesetzt.
Ein Jahr später errang Krebsbach ihre größten Erfolge: Sie gewann bei der Tischtennis-Weltmeisterschaft in Paris die Silbermedaille im Einzel, mit der Damenmannschaft wurde sie Weltmeister. Dabei schlug sie überraschend die bis dahin fünffache Weltmeisterin Mária Mednyánszky sowie die amtierende Weltmeisterin Anna Sipos. Hatte sie im Mannschaftswettbewerb noch gegen die Tschechin Marie Kettnerová gewonnen, so musste sie sich gegen die gleiche Gegnerin im Einzelfinale knapp geschlagen geben.
1936 konvertierte Krebsbach zum evangelisch-lutherischen Glauben. Im März dieses Jahres gewann sie erneut die Silbermedaille bei der WM in Prag, und am 18. April heiratete sie den Zahnarzt Ernst Friedemann Hobohm und zog nach Quedlinburg um. Nach der Geburt der Tochter Karin-Elisabeth (31. August 1937) reduzierte sie mehrere Jahre lang ihre leistungssportlichen Aktivitäten. Am 21. Februar 1940 wurde Sohn Peter-Uwe geboren. Danach intensivierte sie wieder den Tischtennissport, und ab 1941 tauchte sie wieder regelmäßig in den Siegerlisten bei den deutschen Meisterschaften auf.
Im Januar 1949 wurde ihre Ehe geschieden. Am 14. September 1949 heiratete sie zum zweiten Mal, den Tischtennisspieler Rolf Horn aus Quedlinburg.
Zuletzt spielte sie in der Mannschaft von Motor Quedlinburg, wo sie ihre aktive Laufbahn nach der Saison 1954/55 beendete.
Astrid Krebsbach verstarb am 17. September 1995 in Quedlinburg.

## Ehrungen
- 1955 verlieh Jupp Schlaf inoffiziell Astrid Horn (und Heinz Schneider) die goldene Ehrennadel des Deutschen Tischtennis-Bundes.
- 1978 bekam sie die Ehrennadel in Gold des DTTV der DDR.
- 1983 erhielt sie die Ehrenplakette des DTTV.

## Erfolge im Tischtennis
- Weltmeisterschaften
  - 1930 in Berlin: Viertelfinale Einzel, Viertelfinale Doppel
  - 1931 in Budapest: Viertelfinale Einzel, Viertelfinale Doppel, Viertelfinale Mixed
  - 1933 in Baden: 3. Platz Einzel, Viertelfinale Doppel
  - 1934 in Paris: 2. Platz Einzel, 2. Platz Doppel mit Anita Felguth, 1. Platz mit Team
  - 1935 in London: Viertelfinale Einzel, 2. Platz Doppel mit Anita Felguth, 3. Platz mit Team
  - 1936 in Prag: 2. Platz Einzel, Viertelfinale Doppel, 2. Platz mit Team
  - 1937 in Baden: Viertelfinale Einzel, 2. Platz mit Team
  - 1951 in Wien: Achtelfinale Doppel, Viertelfinale Mixed, Mitglied des deutschen Teams (9. Platz)

- Nationale deutsche Meisterschaften
  - 1931 in Magdeburg – 1. Platz Einzel, 1. Platz Mixed mit Cassius Weynand
  - 1932 in Dresden – 1. Platz Einzel
  - 1933 in Hamburg – 1. Platz Einzel
  - 1934 in Braunschweig – 1. Platz Einzel
  - 1935 in Stettin – 1. Platz Einzel
  - 1936 in Gelsenkirchen – 2. Platz Einzel
  - 1937 in Hohen Neuendorf (bei Berlin) – 2. Platz Einzel
  - 1941 in Dresden – 2. Platz Einzel, 3. Platz im Doppel mit Schwarz, 3. Platz im Mixed mit Erwin Münchow
  - 1943 in Breslau – 2. Platz Einzel, 2. Platz Doppel mit Hanna Büldge, 2. Platz Mixed mit Heinz Benthien
  - 1944 in Breslau – 2. Platz Einzel
  - 1949 in Lübeck – 2. Platz Einzel, 1. Platz Doppel mit Berti Capellmann
  - 1951 in Berlin-West – 2. Platz Doppel mit I.Kirsten
  - 1952 in Berlin-Ost – 3. Platz Einzel, 1. Platz Mixed mit Heinz Schneider
  - 1953 in Herford – 3. Platz Einzel

- DDR-Meisterschaften
  - 1949 in Dresden – 1. Platz Einzel, 2. Platz Mixed mit Horst Christoph
  - 1950 in Weimar – 1. Platz Einzel, 2. Platz Doppel mit Hilde Jasper, 2. Platz Mixed mit Wolfgang Kunth
  - 1951 in Magdeburg – 1. Platz Einzel, 1. Platz Doppel mit Hanna Büldge, 1. Platz Mixed mit Heinz Schneider
  - 1952 in Chemnitz – 1. Platz Einzel, 2. Platz Doppel mit Hanna Büldge, 2. Platz Mixed mit Heinz Schneider
  - 1953 in Cottbus – 2. Platz Einzel, 2. Platz Doppel mit Hanna Büldge. 2. Platz Mixed mit Werner Rademacher

- Internationale deutsche Meisterschaften
  - 1931 in Stettin – 3. Platz Einzel, 3. Platz Mixed mit Miklós Szabados
  - 1933 in Berlin – 1. Platz Einzel, 1. Platz Mixed mit David Jones
  - 1935 in Hamburg – 1. Platz Einzel, 2. Platz Doppel mit Anita Felguth
  - 1936 in Zoppot – 1. Platz Einzel, 1. Platz Doppel mit Hilde Bussmann, 3. Platz Mixed mit Maurice Bergl (England)
  - 1937 in Berlin – 3. Platz Einzel, 1. Platz Doppel mit Hilde Bussmann, 2. Platz Mixed mit Rudi Schwager

- Deutsche Mannschaftsmeisterschaften
  - 1936 in Erfurt – 1. Platz mit BSG Osram Berlin
  - 1952 in Chemnitz – 1. Platz mit BSG Aufbau Börde Magdeburg (DDR-Meisterschaft)
  - 1953 in Cottbus – 1. Platz mit BSG Aufbau Börde Magdeburg (DDR-Meisterschaft)

- Gaumeisterschaften
  - 1933 – 1. Platz mit Berlin
  - 1934 – 1. Platz mit Brandenburg
  - 1935 – 1. Platz mit Brandenburg
  - 1936 – 1. Platz mit Brandenburg
  - 1937 – 1. Platz mit Mitte

- Internationale Meisterschaften
  - 1936 England – 1. Platz Doppel mit Dora Emdin (England)

## Erfolge im Tennis
- 1950 Landesmeisterschaft Sachsen-Anhalt – 2. Platz Mixed mit H.Hintsch
- 1956 Bezirksmeisterschaften Bezirk Halle – 1. Platz Einzel, 1. Platz Doppel mit Kirchner, 2. Platz Mixed mit Baum
- 1956 Teilnahme an der DDR-Meisterschaft – erreichte die 2. Runde
- 1957 Bezirksmeisterschaften Bezirk Halle – 1. Platz Einzel, 3. Platz Doppel mit Karl, 1. Platz Mixed mit Preuß
- 1957 Teilnahme an der DDR-Meisterschaft – erreichte die 2. Runde
- 1958 Bezirksmeisterschaften Bezirk Halle – 2. Platz Einzel, 3. Platz Mixed mit Preuß

## Turnierergebnisse
| Verband | Veranstaltung     | Jahr | Ort      | Land | Einzel        | Doppel        | Mixed         | Team |
| ------- | ----------------- | ---- | -------- | ---- | ------------- | ------------- | ------------- | ---- |
| GER     | Weltmeisterschaft | 1951 | Wien     | AUT  | letzte 32     | letzte 16     | Viertelfinale | 9    |
| GER     | Weltmeisterschaft | 1937 | Baden    | AUT  | Viertelfinale | letzte 16     | keine Teiln.  | 2    |
| GER     | Weltmeisterschaft | 1936 | Prag     | TCH  | Silber        | Viertelfinale | keine Teiln.  | 2    |
| GER     | Weltmeisterschaft | 1935 | Wembley  | ENG  | Viertelfinale | Halbfinale    | Scratched     | 3    |
| GER     | Weltmeisterschaft | 1934 | Paris    | FRA  | Silber        | Silber        | keine Teiln.  | 1    |
| GER     | Weltmeisterschaft | 1933 | Baden    | AUT  | Halbfinale    | Scratched?    | letzte 16     |      |
| GER     | Weltmeisterschaft | 1931 | Budapest | HUN  | Viertelfinale | Qual          | Viertelfinale |      |
| GER     | Weltmeisterschaft | 1930 | Berlin   | FRG  | Viertelfinale | Viertelfinale | letzte 16     |      |